# Фонд синдрому помилкової пам'яті
Фундація синдрому помилкової пам’яті (ФСПП, англ. False Memory Syndrome Foundation) була некомерційною організацією, заснованою в 1992 році та розпущеною наприкінці 2019 року.
ФСПП був створений Памелою та Пітером Фрейдами після того, як їх доросла дочка Дженніфер Фрейд звинуватила свого батька в сексуальному насильстві, коли вона була дитиною. ФСПП описав свою мету як вивчення концепції синдрому помилкової пам'яті (СПП) і терапії відновлення пам'яті та захист інтересів осіб, яких, як вважають, помилково звинувачують у сексуальному насильстві над дітьми. Ця увага включала запобігання майбутнім інцидентам, допомогу окремим особам і примиренню сімей, які постраждали від СПП, оприлюднення інформації про СПП, спонсорування досліджень на цю тему та виявлення методів розрізнення справжніх і помилкових спогадів про насильство. Ця початкова група складалася з науковців і професіоналів, і організація шукала дослідників у галузі пам’яті та клінічної практики, щоб сформувати свою консультативну раду. Мета  фонду розширилася, щоб стати більш ніж організацією захисту інтересів, також намагаючись вирішити проблеми пам’яті, які, здавалося, спричинили зміни поведінки їхніх тепер уже дорослих дітей.
Майк Стентон у Columbia Journalism Review заявив, що фонд «допоміг революціонізувати погляди преси та громадськості на одну з найсерйозніших дебатів в Америці — чи може доросла людина раптом згадати давно забуте жорстоке поводження в дитинстві». Фонд започаткував і популяризував термін «синдром помилкової пам'яті» для опису "шаблону переконань і поведінки", який виникає після участі в терапії, спрямованій на відновлення раніше невідомих спогадів. Термін «терапія відновлення пам’яті», в свою чергу, виник як загальний термін для типів терапії, які використовувалися для відновлення спогадів і спостерігалися на предмет створення помилкових спогадів. Синдром хибної пам’яті не входить до Діагностичного та статистичного посібника з психічних розладів, оскільки він не є психіатричним діагнозом або хворобою, але він включений до громадських рекомендацій щодо психічного здоров’я. У фонді вважають, що помилкові спогади знецінюють трагедію справжнього насильства.

## Історія
Заснований в березні 1992 року Памелою та Пітером Фрейдами, після того, як їхня тридцятитрирічна донька Дженніфер Фрейд звинуватила свого батька в сексуальному насильстві над нею в підлітковому віці. Батьки вважали, що спогади їхньої доньки про жорстоке поводження були пов’язані з терапевтом, який вплинув на сфабриковані спогади про жорстоке поводження, коли Дженніфер шукала терапію для своїх нападів тривоги під час майбутнього візиту до сім’ї на Різдво.
Звинувачення між членами сім'ї загострилися після того, як Памела Фрейд в 1991 році опублікувала статтю під назвою «Як це могло статися? Боротьба з фальшивим звинуваченням у інцесті та зґвалтуванні» в журналі Issues in Child Abuse Accusations. Памела Фрейд використовувала ім'я Джейн Доу, але деталі показали, хто насправді несе відповідальність, таким чином викинувши доньку Дженніфер Фрейд. Батьки вирішили створити організацію False Memory Syndrome Foundation (FMSF) у своєму будинку в центрі міста Філадельфія .
Термін «синдром помилкової пам’яті» був створений для визначення набору поведінки та дій, що є результатом помилкових спогадів про травму та/або сексуальне насильство. Спогади відновлюються у дорослому віці, зазвичай під час терапії, та оскаржуються обвинуваченим. Ця модель сприяла необхідності об’єднання, щоб проводити дослідження та захищати інтереси інших фальшиво звинувачених.
Спочатку фонд прагнув задокументувати явища помилкових спогадів, надати підтримку батькам, яких звинувачують їхні дорослі діти, та підвищити обізнаність у ЗМІ. Іншими членами-засновниками фонду були психіатри з Філадельфії Мартін Орн та Гарольд Ліф.

## Члени ради
До складу Науково-консультативної ради фонду увійшли члени Національної академії наук та Інституту медицини: Аарон Т. Бек, Рохель Гелман, Ліла Глейтман, Ернест Хілгард, Філіп С. Хольцман, Елізабет Лофтус, Пол Р. Макхью та Ульрік Найссер. Науково-консультативна рада включала як клініцистів, так і дослідників. Фонд фінансувався за рахунок внесків і не був пов'язаний з будь-якими комерційними організаціями.
Фонд розпустився 31 грудня 2019 року, посилаючись на зростаючу кількість підтримуючих напрямків онлайн для обговорення помилкових спогадів. Зі збільшенням освіти правової системи щодо помилкових або відновлених спогадів потреба в фонді зменшилася.

## Прийом і вплив
Стентон стверджує, що «рідко така дивна та малозрозуміла організація мала такий глибокий вплив на висвітлення ЗМІ такого суперечливого питання». Дослідження показало, що в 1991 році, до заснування групи, з історій про жорстоке поводження в кількох популярних пресі «понад 80 відсотків висвітлення було зважено на історії тих, хто вижив, при цьому відновлення пам’яті сприймалося як належне, а сумнівна терапія практично ігнорувалась», але що через три роки «понад 80 відсотків висвітлення було зосереджено на неправдивих звинуваченнях, часто з використанням нібито помилкових спогадів», які автор дослідження Кетрін Беккет приписувала фонду.
J. A. Walker стверджував, що фонд скасував успіхи, досягнуті феміністками та жертвами в отриманні визнання інцестуального сексуального насильства над дітьми. Відповідаючи на цю критику фонд заявив: «Чи не шкідливо для фемінізму зображувати жінок такими, що мають уми закриті для наукової інформації та задовольняються неакуратною, неточною статистикою? Чи можна розглядати як глибоку образу жінок, давати їм гасла а не точну інформацію про те, як працює пам’ять». С. Дж. Даллам розкритикував фонд за те, що він назвав себе науковою організацією, ведучи партійну політичну та соціальну діяльність.
Твердження фонду про частоту та поширеність хибних спогадів критикували за відсутність доказів і поширення нібито неточної статистики про проблему. У той час як існування специфічного діагностичного «синдрому» обговорюється, в тому числі серед членів фонду, дослідники, пов’язані з фондом, заявили, що пам’ять слід вважати помилковою, якщо вона містить звинувачення в сатанинському ритуальному зловживанні через необґрунтований характер звітів і розслідування ФБР 1992 року з цього приводу. Крім того, вони кажуть, що спогади про події, які починаються між «народженням і віком 2», слід розглядати «з особливою обережністю». Відмінною рисою СПП є те, що спогади були виявлені після початку певних форм терапії, і було витрачено значні зусилля та час, щоб відновити їх за допомогою таких методів, як гіпноз, кероване зображення або відвідування груп, які спеціально спрямовані на відновлення спогадів. Більшість звітів фонду є анекдотичними, тоді як дослідження, на які посилається фонд, часто є лабораторними експериментами, які вивчають створення спогадів, які не передбачають історичне сексуальне насильство в дитинстві. Етичні міркування перешкоджають проведенню експериментів, які передбачають створення помилкових спогадів про сексуальне насильство в дитинстві. Крім того, хоча фонд стверджував, що помилкові спогади викликані сумнівною терапевтичною практикою, організація не надала жодних даних, щоб продемонструвати, що ці практики широко поширені або утворюють організований метод лікування.
Астрофізик і астробіолог Карл Саган у своїй останній книзі «Світ, населений демонами: наука як свічка в темряві» («The Demon-Haunted World: Science as a Candle in the Dark») процитував матеріал з випуску «FMS Newsletter» за 1995 рік у своїй критиці заяв про відновлення пам'яті людей, викрадених НЛО, і тих, хто нібито став жертвами сатанинського ритуального насильства.